# Bandera d'Austràlia
La bandera d'Austràlia és blava i en el quart superior del costat de la llança conté la Union Jack. En el quart de sota hi ha una estrella blanca de set puntes que representa els set territoris principals del país. La meitat flotant de la bandera conté la constel·lació de la Creu del Sud; les estrelles són blanques i tenen set puntes les quatre principals, mentre que la cinquena, és més petita i té només cinc puntes.
La bandera va ser proclamada pel rei el 1901 després d'un concurs. La inserció de la bandera britànica era obligatòria. Estava pensada per l'ús en la marina i per la resta d'actes i edificis es feia servir la bandera britànica. El 1954 va ser adoptada aquesta bandera pel país de manera oficial.
Alguns australians no volen la presència de la Union Jack en la bandera actual, primer per la semblança amb la bandera de Nova Zelanda i en segon lloc pel debat sobre el model estatal del país entre la monarquia i la república.
La bandera de la Unió, com a bandera de l'Imperi Britànic es va utilitzar per primera vegada a terra australiana el 29 d'abril de 1770 quan el tinent James Cook va desembarcar a Botany Bay. Després de l'arribada de la First Fleet, el capità Arthur Phillip va establir un assentament de condemnats a Sydney Cove el 26 de gener de 1788. Va aixecar la bandera de la Unió per primera vegada el 7 de febrer de 1788 quan va proclamar la Colònia de Nova Gal·les del Sud.
Una variant amb el fons de color vermell, sense estrelles, però amb escuts, és usada per la marina mercant. Existeix encara una versió amb el fons blanc per a la marina de guerra i una versió amb blau clar per a l'exèrcit de l'aire. En aquesta darrera, l'eix vertical de la Creu del sud s'ha desviat lleugerament per permetre la inserció de l'escut de la RAAF, un cangur vermell sobre un fons daurat, envoltat del blau de la Union Jack.

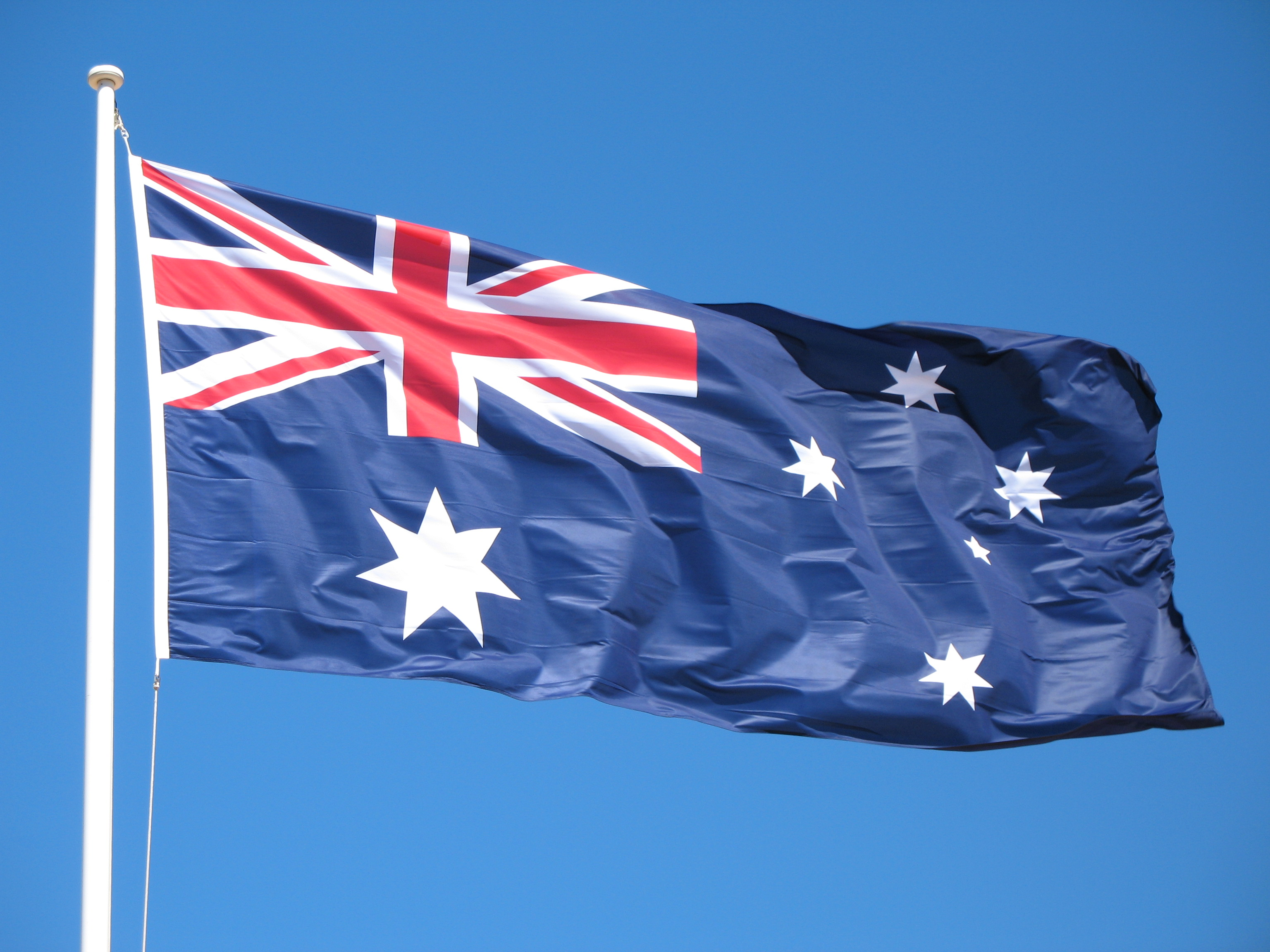
Bandera hissada d'Austràlia
National Colonial Flag (1823-1824) L'aspecte exacte és desconegut